# Каулиц (окръг)
Вижте пояснителната страница за други значения на Каулиц.
Окръг Каулиц (на английски: Cowlitz County) е окръг в щата Вашингтон, Съединени американски щати. Площта му е 3020 km², а населението – 106 910 души (2017). Административен център е град Келсоу.